# Устиновка (приток Зеркальной)
Устиновка — река в Кавалеровском районе Приморского края России, правый и самый большой приток реки Зеркальной.

## Описание
До 1972 года называлась «Сибайгоу» (Северо-Западная речка). Переименована по названию близлежащего селения Устиновки, которое в свою очередь носит имя А. И. Устинова — инженера-землеустроителя, до Октябрьской революции заведующего Ольгинским переселенческим подрайоном.
- Код водного объекта в государственном водном реестре (ГВР) — 20040000212118200007763
- Код по гидрологической изученности (ГИ) — 118200776[4].

### Памятник природы
В верховьях реки Устиновки, сохранился в первозданном виде большой по площади участок кедровой тайги. Участок защищён с запада и юга хребтом Сихотэ-Алинь, с востока от моря — Кавалеровскими (Сигуевыми) горами. Памятник находится в малодоступном месте, образован для сохранения семенного генетического фонда бонитентного кедра (кедровой сосны). На территории кедрового участка встречается реликтовый остроконечный тис и чаще всего — корень женьшеня.